# لاكشمي مانشو
لاكشمي مانشو هي منتجة تلفزيونية وعارضة ومنتجة أفلام وممثلة هندية، ولدت في 8 أكتوبر 1976 بتشيناي في الهند. من الجوائز التي نالتها جوائز ناندي ‏.

## جوائز
- جوائز ناندي [الإنجليزية]‏

## وصلات خارجية
- لاكشمي مانشو على موقع IMDb (الإنجليزية)
- لاكشمي مانشو على موقع قاعدة بيانات الفيلم (الإنجليزية)